# Stewart Cink
Stewart Cink (* 21. Mai 1973 in Huntsville, Alabama) ist ein US-amerikanischer Profigolfer der PGA Tour.

## Werdegang
Er wurde 1995 Berufsgolfer und nach Siegen bei der Mexican Open und weiteren drei Turnieren auf der Nike Tour in der Saison 1996 stieg er in die PGA Tour auf. Dort holte er sich gleich in der ersten Saison seinen ersten großen Titel, die Canon Greater Hartford Open. Cink spielte weiter sehr beständig und gewann 2000  noch die MCI Classic. Sein bislang erfolgreichstes Jahr hatte er 2004 mit einem fünften Platz in der Money List und Siegen bei der MCI Heritage und der WGC-NEC Invitational, einem Event der hochdotierten und bestbesetzten World-Golf-Championships-Turnierserie. Im Juli 2009 gewann Cink das bedeutendste Golfturnier der Welt, The Open Championship im Stechen gegen den fast 60-jährigen Tom Watson.
Cink vertrat sein Land bisher je viermal im Ryder Cup und im Presidents Cup, sowie einmal im World Cup.
Er ist mit seiner Frau Lisa verheiratet, hat zwei Kinder und seinen Wohnsitz in Duluth, Georgia.

## PGA Tour Siege
- 1997:  Canon Greater Hartford Open
- 2000:  MCI Classic
- 2004:  MCI Heritage,  WGC-NEC Invitational
- 2008:  Travelers Championship
- 2009:  The Open Championship

Major Championships sind fett gedruckt.

## Ergebnisse bei Major-Championships
| Turnier               | 1996 | 1997 | 1998 | 1999 | 2000 | 2001 | 2002 | 2003 | 2004 | 2005 | 2006 | 2007 | 2008 | 2009 | 2010 |
| --------------------- | ---- | ---- | ---- | ---- | ---- | ---- | ---- | ---- | ---- | ---- | ---- | ---- | ---- | ---- | ---- |
| The Masters           | DNP  | CUT  | T23  | T27  | T28  | CUT  | T24  | DNP  | T17  | T20  | 10   | T17  | T3   | CUT  | CUT  |
| U.S. Open             | T16  | T13  | T10  | T32  | T8   | 3    | CUT  | T28  | CUT  | T15  | T37  | CUT  | T14  | T27  | T40  |
| The Open Championship | DNP  | DNP  | T66  | CUT  | T41  | T30  | T59  | T34  | T14  | CUT  | CUT  | T6   | CUT  | 1    | T48  |
| PGA Championship      | DNP  | DNP  | CUT  | T3   | T15  | T59  | T10  | CUT  | T17  | T28  | T24  | T32  | CUT  | T67  | T18  |

| Turnier               | 2011 | 2012 | 2013 | 2014 | 2015 | 2016 | 2017 | 2018 | 2019 |
| --------------------- | ---- | ---- | ---- | ---- | ---- | ---- | ---- | ---- | ---- |
| The Masters           | CUT  | T50  | T25  | T14  | DNP  | DNP  | DNP  | DNP  | CUT  |
| US Open               | CUT  | CUT  | CUT  | T54  | DNP  | DNP  | T46  | DNP  | DNP  |
| The Open Championship | T30  | CUT  | T26  | T47  | T20  | DNP  | CUT  | T24  | T20  |
| PGA Championship      | CUT  | CUT  | CUT  | CUT  | DNP  | DNP  | DNP  | T4   | DNP  |

DNP = nicht angetreten

WD = zurückgezogen

CUT = am Cut gescheitert

„T“ = geteilter Rang

Grüner Hintergrund für Siege. Gelber Hintergrund für Top-Ten-Resultate.

## Andere Turniersiege
- 1996: Mexican Open
- 1996: Nike Ozarks Open,  Nike Colorado Classic,  Nike Tour Championship (alle Nike Tour)
- 1999: Mexican Open
- 2006: Wendy’s 3-Tour Challenge (mit Zach Johnson und Scott Verplank)
- 2007: CVS Caremark Charity Classic (mit J.J. Henry)

## Teilnahmen an Teambewerben
- Presidents Cup: 2000 (Sieger), 2005 (Sieger), 2007 (Sieger), 2009 (Sieger)
- Ryder Cup: 2002, 2004, 2006, 2008 (Sieger), 2010
- World Cup: 2005